# 치타 걸스 (영화)
치타 걸스(The Cheetah Girls)는 2003년 디즈니 채널에 방영된 디즈니 채널 오리지널 무비이다.

## 출연

### 주연
- 레이븐 시모네
- 아드리앤 베일론

### 조연
- 킬리 윌리엄스
- 사브리나 브라이언
- 린 휘트필드
- 산드라 칼드웰
- 주안 치오랜
- 로리 앤 앨터
- 카일 슈미트
- 빈스 코라자
- 리넷 로빈슨
- 로다포드 그레이
- 에니스 에스머
- 조니 체이스
- 킴 로버츠
- 트로이 리델
- 데보라 테넌트
- 켄로이 앨런
- 쉐인 델리
- 샌디 롭슨
- 존 앤더슨
- 마리아 사이기아니스
- 제퍼리 옹
- 로라 서머

## 기타
- 공동제작: 데브라 마틴 체이스
- 미술: 로코 마테오
- 세트: 마크 맥건
- 의상: 레사 맥코나기
- 배역: 킴 콜맨
- 배역: 빅토리아 토머스